# The 39 Clues
The 39 Clues (As 39 Pistas (título em Portugal) ) é uma série de livros de aventura, que conta com livros, jogos online, e coleção de cartões. Publicada pela Scholastic, sendo no Brasil pela Editora Ática.  Consiste em cinco séries A Caça das Pistas, Cahills vs. Vespers, Imparável, Doublecross, e Superespecial. A parte principal da série é composta de dez livros sobre as aventuras dos irmãos Amy Cahill e Dan Cahill tentando frustrar os outros Cahills  para obter as 39 pistas, o que o tornará "a pessoa mais poderosa e influente em todo o planeta ". Amy e Dan concordam com o desafio em que a sua avó Grace Cahill propôs a eles e outros membros da família durante seu testamento, e vão a procura de 39 pistas espalhadas pelo mundo.  Além dessa serie, existe uma outra (The 39 clues: Cahills vs. Vespers) falando sobre a ascensão de uma nova família, os Vespers. Rick Riordan escreveu o primeiro livro e do arco de história principal, no entanto, outros autores escreveram o restante dos livros da série. Todos os dez livros foram escritos e publicados, os autores sendo Rick Riordan, Gordon Korman, Peter Lerangis, Jude Watson, Patrick Carman, Linda Sue Park e Margaret Peterson Haddix. Pacotes de cartão também estão sendo vendidos, que contêm 16 cartões diferentes que podem ser utilizados em busca de pistas. Cada livro contém seis cartões, e o número total de cartões é atualmente 438.
Devido à integração da série de jogos on-line e um cartão de coleta com a leitura, a série cria uma experiência interativa. Além disso, há prêmios exclusivos para crianças, obtidos comprando os livros e jogando o jogo online. Os romances são projetados para incorporar elementos históricos, colocando pessoas famosas no meio da família Cahill.